# Zatočka
Zatočka (rusky Заточка) je ruská coutry rap kapela, založená v Moskvě v roce 2018. Kapelu tvoří dva členové Ilja Pogrebnjak a Jurij Simonov.

## Historie skupiny Zatočka
Impulsem pro založení skupiny se stal společný zájem protagonistů spojit klasický hip hop s estetikou country hudby. Hudební složku má na svědomí kytarysta a člen skupiny Anacondaz Ilja Pogrebnjak, který v písních používá nejen elektrickou kytaru, ale také banjo. Raper Jurij Simonov doplňuje hudbu nevšedními obrazy a ironickými rýmy.

### Rok: 2018 albumГрязное дельце(Špinavá záležitost)
Prvotní album vyšlo v květnu 2018 a okamžitě si našlo široké publikum a přitáhlo pozornost médií a umělců. Samostatná píseň „Новый шериф“ („Nový šerif“) se od května 2019 několik měsíců udržela v hitparádě Чартова Дюжина (Hudební tucet) stanice Naše rádio. Prezentace alba a první samostatný koncert se uskutečnil v klubu 16 тонн.

### Rok: 2019Как в американском фильме(Jak v americkém filmu)
V říjnu 2019 vyšlo druhé studiové album pod názvem Как в американском фильме (Jak v americkém filmu). Album obsahuje 10 písniček z níchž jedna pod názvem „В городе, где нет метро“ („Ve městě kde není metro“) je převzatá od skupiny 25/17.
V roce 2020 vyhrává skupina výroční cenu hitparády Чартова Дюжина (Hudební Tucet) v kategorii Взлом (Průlom). Na jaře 2020 skupina uspořádá svoji první koncertní šňůru po Rusku a sousedních zemích. 26. listopadu 2020 vyšla samostatná píseň „Спой мне“ („Zpívej mně“).

### Rok: 2021Вынь да положь(Vyndej a polož)
17. září vydal duet svoje třetí studiové album s názvem Вынь да положь (Vyndej a polož). Album obsahuje 12 písní, kde tři písně vznikly ve spolupráci s jinými umělci.
12. dubna 2022 vyšel videoklip k písni „Этажи“ („Poschodí“) ze jmenovaného alba.

## Sestava skupiny

### Současné složení
| Jméno                                                        | Rok                | Nástroje, činnost                             |
| ------------------------------------------------------------ | ------------------ | --------------------------------------------- |
| Jurij (Novokani) Simonov- Юрий (Новокаин) Симонов            | od roku 2018 dosud | Zpěv, recitativ, autor, bicí                  |
| Ilja (Bešenyj Pjos) Pogrebnjak- Илья (Бешеный Пёс) Погребняк | od roku 2018 dosud | Kytara, Banjo, vedlejší zpěv, úprava skladby. |

### Členové doprovodu při vystoupení
| Jméno                                    | Rok        | Nástroje, činnost |
| ---------------------------------------- | ---------- | ----------------- |
| Alexej Nazarčuk- Алексей Назарчук        | 2019       | Bicí              |
| Jevgnij Stadničenko- Евгений Стадниченко | 2020–dosud | Bicí              |
| Vladimír Zinovjev- Владимир Зиновьев     | 2020       | Bicí              |

### Hostující účastníci
| Имя                                     | Год       | Инструменты, деятельность |
| --------------------------------------- | --------- | ------------------------- |
| Viktor Smolskij «Виктор Смольский»      | 2004—2006 | sólová, rytmická kytara   |
| Alexandr Karpuchin «Александр Карпухин» | 2020—2021 | Bicí                      |

## Diskografie

### Studiová alba
| Rok vydání | Název alba                | Překlad               | odkaz |
| ---------- | ------------------------- | --------------------- | ----- |
| 2018       | Грязное дельце            | Špinavá záležitost    | odkaz |
| 2019       | Как в американском фильме | Jak v americkém filmu | odkaz |
| 2017       | Вынь да положь            | Vyndej a polož        | odkaz |

### Samostatné písně
| Rok  | Název písně                      | Překlad         | Odkaz |
| ---- | -------------------------------- | --------------- | ----- |
| 2018 | Кандидат от народа               | Lidový kandidát | odkaz |
| 2019 | Санта                            | Santa           | odkaz |
| 2020 | Спой мне (hostující. Аффинаж)    | Zazpívej mě     | odkaz |
| 2021 | Метафизика (hostující Anacondaz) | Metafizika      | odkaz |
| 2021 | Шапочка из фольги                | Čepička s fólie | odkaz |

## Videografie

### Videoklipy
| Rok  | Název                                       | Překlad        | Režisér         | Album                                             |
| ---- | ------------------------------------------- | -------------- | --------------- | ------------------------------------------------- |
| 2018 | На стрелу na YouTube                        | Na šipku       | Danil Masjutin  | Грязное дельце (Špinavá záležitost)               |
| 2018 | Мистер полисмен (živě akustická) na YouTube | Pane policajt  | Red Skull Prod  | Грязное дельце (Špinavá záležitost)               |
| 2018 | Батя бьет маму na YouTube                   | Táta bije mámu | Bolgov Vladimir | Грязное дельце (Špinavá záležitost)               |
| 2019 | Новый шериф na YouTube                      | Nový šerif     | Bolgov Vladimir | Грязное дельце (Špinavá záležitost)               |
| 2020 | Петь блюз na YouTube                        | Zpívat blues   | Bolgov Vladimir | Как в американском фильме (Jak v americkém filmu) |
| 2022 | Этажи na YouTube                            | Poschodí       | Bolgov Vladimir | Вынь да положь (Vyndej a polož)                   |